# Hidden Palms
Hidden Palms is een televisieserie die in het middenseizoen van 2007 wordt uitgezonden door The CW. Er zijn acht afleveringen besteld voor de zomer. De serie ging in première op 30 mei 2007. Vanaf juni 2009 wordt de serie iedere zondagavond uitgezonden op RTL 5. Hidden Palms zou officieel uitgezonden worden op de dinsdagen vanaf 6 maart 2007, maar werd vervangen voor Pussycat Dolls Present: The Search for the Next Doll. De bedenker van de serie is Kevin Williamson, tevens de maker van Scream en Dawson's Creek.

## Verhaal
Johnny Miller was ooit een gelukkige tiener met goede cijfers en talloze sporttrofeeën. Nadat zijn vader op een donkere avond zelfmoord had gepleegd, probeerde Johnny zijn verdriet te vergeten met alcohol en drugs. Na afgekickt te zijn, zal hij nu de draad weer moeten oppakken bij zijn moeder Karen en haar nieuwe man Bob in Palm Springs.
Palm Springs, bekend om zijn golfvelden en andere openbare gelegenheden voor de bovenklasse, lijkt in eerste instantie een paradijs voor Johnny. Niets blijkt echter minder waar te zijn wanneer Johnny zijn buren ontmoet. Zo ontmoet de kijker Cliff, een aantrekkelijke en populaire scholier die er alles aan doet een donker geheim te verbergen. Cliff is de zoon van Tess, een voormalige deelneemster van een missverkiezing die van jongere mannen houdt. Cliff zet de stad op zijn kop wanneer hij onthult dat zijn vriend Eddie is overleden onder mysterieuze omstandigheden.
Eddies dood doet vooral Greta veel pijn. Greta is een aantrekkelijke jongedame die op Johnny verliefd wordt. Greta is intrigerend en mysterieus nadat haar vader niet meer voor haar klaar staat sinds het feit hij altijd op zakenreis is. Johnny, die Eddies dood wil ontrafelen, vraagt hiernaar bij Greta. Greta wil er niet over praten, waardoor Johnny hulp zoekt bij Liza, een talentvolle leerling die zich liever op de achtergrond houdt.
Terwijl Johnny een nieuwe vriendengroep weet te vormen, verrast de komst van Nikki hem. Nikki is een probleemtiener die gevlucht is voor haar leven in Los Angeles, waar ze niets anders deed dan feesten. Johnny ontmoette Nikki al in de afkickkliniek. Omdat Nikki moeite heeft met nuchter blijven, stelt Johnny haar voor aan zijn AA-sponsor; Jesse Jo, een travestiet.

## Afleveringen
The CW bestelde acht afleveringen voor de televisieserie. Als de kijkcijfers gemiddeld zijn, is een tweede seizoen hoogstwaarschijnlijk.
| Aflevering | Titel               | Uitzendingsdatum (VS) |
| ---------- | ------------------- | --------------------- |
| 1          | Pilot               | 30 mei 2007           |
| 2          | Ghosts              | 6 juni 2007           |
| 3          | Party Hardy         | 13 juni 2007          |
| 4          | What Liza Beneath   | 20 juni 2007          |
| 5          | Mulligan            | 27 juni 2007          |
| 6          | Dangerous Liaisons  | 4 juli 2007           |
| 7          | Stand By Your Woman | 11 juli 2007          |
| 8          | Second Chances      | 18 juli 2007          |

## Seizoen 1

### Pilot
De pilot begint met Johnny die studeert en intelligent overkomt. Wanneer zijn vader binnenkomt, heeft hij een glas alcohol in zijn hand en is hij duidelijk dronken. Hij schiet zichzelf uiteindelijk dood waar Johnny bij is.
Een jaar later. Johnny verhuist met zijn moeder en zijn nieuwe stiefvader Bob naar Palm Springs. Zijn hobby is fotografie en hij ziet er nu anders uit. Hij lijkt minder geïnteresseerd in hoge cijfers halen en is terughoudend, hoewel hij eerlijk is. De eerste avond ziet hij zijn buurmeisje Liza. Hij wil haar begroeten, maar ze reageert niet. Pas de volgende dag ontmoeten ze elkaar op school.
Wanneer Johnny in zijn kamer is, ziet hij achter een gordijn een man een vrouw neersteken met een mes. Hij is bang en krijgt vervolgens een afgehakte namaakhand tegen zijn hoofd gegooid. Het blijkt dat de vrouw een pop was en dat de man zijn buurjongen Cliff is. Cliff is de populaire grappenmaker die Johnny hartelijk ontvangt. Ze worden meteen vrienden. Nadat Cliff vertrekt ziet Johnny Greta en vindt haar meteen aantrekkelijk. Hij achtervolgt haar en belanden samen in een open veld waar de sproeiers aanstaan. Ze hebben een romantische band.
De volgende dag haalt in een scène Cliff de pleister van zijn moeders neus. Ze heeft een neuscorrectie gehad. Hiermee wordt aangeduid dat ze een typische rijke moeder is waar alles om perfectie en sociale status draait.
Terwijl Johnny's moeder later die dag Cliffs moeder ontmoet, maakt Johnny foto's van Greta in het zwembad en denkt dat ze niets doorheeft. Terwijl hij Michelle ontmoet, die blij is nu niet meer de nieuweling van de stad te zijn, stapt Greta uit het zwembad en neemt zijn fototoestel mee. Ze maakt duidelijk dat ze door had dat ze hem foto's van haar zag maken. Ze neemt zijn fototoestel vervolgens mee wanneer ze vertrekt.
Later die dag gaat Johnny naar een bijeenkomst en ontmoet travestiet Jesse Jo. Wanneer hij op weg naar huis is treft hij Greta aan. Hij probeert een conversatie met haar te hebben, maar zij zegt dat de band die ze gisteravond hadden slechts in het moment zat. Toch weet hij uiteindelijk weer een indruk achter te laten voordat hij vertrekt.
Nadat Johnny de volgende dag zijn moeder betrapt met een intiem moment met Bob, vertrekt hij naar Cliff. Hij helpt hem met het schoonmaken van zijn tuin. Cliff waarschuwt hem voor Greta. Hij maakt duidelijk dat ze ooit een relatie zou hebben gehad met Eddie, maar dat hij er niet van houdt hoe hij haar behandelde. Wanneer Johnny vraagt hoe Eddie is gestorven, geeft Cliff een vaag antwoord over een ongeluk, voordat hij zegt dat hij er niet over wil praten.
Voordat Johnny in een andere scène weer omgaat met Greta en zij hem zijn fototoestel teruggeeft, ziet de kijker Liza, die verliefd is geworden op Johnny en zichzelf mooi probeert te maken voor hem. In zijn moment met Greta, bekent hij dat zijn vader zelfmoord pleegde in zijn bijzijn. Wanneer hij vraagt naar Eddie, reageert Greta terughoudend.
Tijdens een feest die avond staat Liza op het punt af te stappen op Johnny wanneer Michelle haar net voor is. Johnny ontmoet later opnieuw Jesse Jo, die er nu als een man uitziet. Later die avond wordt Cliff met Greta geconfronteerd wanneer hij niet blij is met het feit dat Greta een intieme band schept met Johnny. Hij vertelt haar dat ze niks mag zeggen over Eddie en komt intimiderend over. Greta wordt bang voor hem. Wanneer Cliff vertrekt en Johnny komt, reageert Greta vreemd wanneer Johnny zegt dat Cliff tegen hem zei dat Eddie is omgekomen door een ongeluk. Het is duidelijk dat Eddie dus niet is overleden door een ongeval. Echter, ze gaat er niet verder op in. Wanneer Greta weer alleen is, wordt ze emotioneel en huilt ze.
Later die avond gaat Johnny de confrontatie aan met zijn moeder. Hij geeft haar de schuld van zijn vaders zelfmoord, omdat ze vreemd is gegaan. Wanneer hij vraagt of ze van Bob houdt, reageert ze twijfelend.
Terwijl in de eindscène Cliff een hond schopt en hiermee duidelijk maakt dat hij agressief is, kijkt Johnny op zijn fototoestel en ziet hij foto's van Greta, die ze zelf heeft gemaakt voor hem. Greta klopt aan bij Cliff en vertelt aan hem dat ze hem haat. Het is duidelijk dat ze een ernstige verleden delen, omdat ze hem daarna omhelst.

### Ghosts
Nadat Johnny opnieuw zijn moeder beschuldigt van een slechte opvoeding, gaat hij naar het zwembad, waar Liza, die daar werkt als bediende, nerveus doet als ze met hem praat. Hij gaat daarna het zwembad in, waar hij een goed gesprek heeft met Greta, voordat Cliff erbij komt. Greta verandert van houding, waardoor Johnny doorkrijgt dat Cliff en Greta een verleden hebben. Als hij nog een keer vraagt hoe Eddie is gestorven, nadat hij een aanbod op een feest afwijst, mompelt Cliff eerst voordat hij zegt dat Eddie zelfmoord heeft gepleegd.
Johnny gaat naar een bijeenkomst waar Jesse Jo hem overhaalt zichzelf voor het eerst te introduceren. Hij wordt verbaasd door een hartelijk ontvangst. Na de bijeenkomst voert hij een gesprek met Jesse Jo, die vertelt dat zijn moeder vroeger dronken rondliep met een wapen. Hij raadt Johnny ook aan een sponsor te zoeken. Johnny vertelt echter dat hij te jong is om een alcoholist te zijn en dat tieners rond zijn leeftijd juist moeten drinken. Jesse Jo is echter niet overtuigd.
Vervolgens duikt Nikki op, die verrast is hem te zien. Na een intiem ontvangst lijkt ze onder de indruk te zien van Johnny's nieuwe leefomgeving, hoewel ze nu ook in Palm Springs woont. Nikki vertelt hiernaartoe gestuurd te zijn door haar vader, die haar in het huis weigert voordat ze clean is. Ze woont in een opvanghuis, waar ze de mensen niet kan uitstaan. Johnny biecht op dat hij het moeilijk heeft in Palm Springs, vanwege de omgeving. Ze stelt hem gerust en zoent hem. Greta ziet dit echter en lijkt verdrietig te zijn.
Greta gaat ergens verder op zitten en wordt negatief verrast door de gezelschap van Cliff. Cliff zegt dat hij het niet slim vindt dat ze Eddie probeert te vervangen, maar Greta is het niet met hem eens. Nadat Cliff vertrekt, kijkt ze boos naar Nikki.
Tijdens het diner die avond probeert Johnny Bob zwart te maken door te zeggen dat Eddie zelfmoord heeft gepleegd in het huis en dat Bob ervan af wist. Karen raakt hierdoor erg teleurgesteld en wordt boos. Ondertussen krijgt Johnny in zijn kamer via de chatberichten van een anonieme gebruiker die hem ergens voor waarschuwt. Waar de waarschuwing voor dient, vertelt de gebruiker echter niet. De volgende dag gebeurt hetzelfde en denkt hij dat het Cliff is, die een grap met hem uithaalt.
Na een confrontatie met Bob, die schuld volledig op zich neemt, komt Johnny op straat Greta tegen. Ze besluiten een diepgaand gesprek te voeren, waarin Greta vertelt dat haar moeder overleed toen Greta 10 jaar oud was. Wanneer ze vervolgens naar Nikki vraagt, zegt Johnny dat hij haar heeft ontmoet in een afkickkliniek. Dit is de eerste keer dat Greta te horen krijgt dat Johnny ooit verbleef in een afkickkliniek.
Die avond brengt Johnny Nikki mee naar een veiling, die mede werd georganiseerd door zijn moeder. Hier komen ze Liza tegen, die daar ook werkt als bediende. Ze leidt hen naar een andere feest, waar Liza opnieuw teleurgesteld is als ze Johnny met een ander meisje (Nikki) ziet. Op het feest vraagt Nikki, die per ongeluk vertelde dat ze drank nodig heeft, bij Cliff naar Greta, wanneer ze haar ziet praten met Johnny. Ze krijgt echter geen antwoord als ze alcohol van hem krijgt. Hoewel ze het eerst neerlegt, drinkt ze het later op en begint ze te feesten met Cliff. Hij vertelt haar dat hij door heeft dat ze Johnny leuk vindt. Dit ontkent ze niet. Hij verzekert haar vervolgens dat Johnny en Greta nooit een relatie zullen krijgen. Hierna begint Nikki steeds meer te drinken.
Ondertussen vraagt Johnny aan Greta hoe Eddie zelfmoord heeft gepleegd. Greta kijkt angstig en is boos omdat Cliff Johnny heeft verteld dat Eddie zelfmoord heeft gepleegd. Ze geeft geen antwoord, maar zegt wel dat Johnny uit moet kijken voor Cliff, omdat hij, naar haar zeggen, manipulatief en gevaarlijk is. Johnny vertelt dat hij zich geen zorgen maakt, waarop Greta antwoordt dat hij tenminste gewaarschuwd is. Johnny kijkt nu op, omdat ze dezelfde woorden gebruikt als dat de gebruiker uit de chat deed.
Als Johnny en Greta terugkeren naar het feest, vraagt Johnny bij Cliff naar Nikki. Hij vertelt dat ze ergens stomdronken aan het feesten is, waarop Johnny bezorgd en teleurgesteld reageert. Voordat hij haar kan vinden, biedt Nikki in haar dronken bui een bod van $10.000 uit op meerdere producten op de veiling. Ze gaat het podium vervolgens op en gedraagt zich dronken. Jesse Jo ziet dit en vertelt nu dat hij de sponsor is van Johnny, of hij dit wil of niet. Johnny reageert positief.
Wanneer Karen en Bob naar huis gaan, zien ze Nikki, die ze ook op het podium zagen. Terwijl ze boos zijn dat ze in het huis zijn, vertelt Nikki aan Greta, die haar verzorgt, dat ze haar niet mag maar dat ze haar tegelijkertijd wel lief vindt. Karen wordt boos op Johnny en verdenkt hem ervan dat hij ook heeft gedronken.
Als Greta vertrekt, zoent ze Johnny. Ondertussen biecht Nikki op dat ze sinds het verlaten van de afkickkliniek niet langer dan drie dagen nuchter is geweest. Als ze in slaap valt, geeft Karen haar toestemming daar te overnachten. Ze biedt haar verontschuldigingen aan bij Johnny, die het haar vergeeft en bedankt voor alles wat ze heeft gedaan.
In de laatste scène raakt Johnny opnieuw in een chatgesprek met dezelfde anonieme gebruiker. Wanneer hij vraagt wie de gebruiker is, antwoordt hij/zij dat Johnny ergens moet klikken. Als hij dit doet, krijgt hij een video te zien van iemand die verborgen zit onder een horrormasker. Hij herkent aan de achtergrond dat het in zijn huis is. Wanneer de man zijn horrormasker afdoet, introduceert hij zichzelf als Eddie.

### Party Hardy
Terwijl Johnny informatie opzoekt over Eddie en op internet een artikel aantreft waarin staat dat Eddie zelfmoord heeft gepleegd, bekijkt Greta oude films van Eddie. In de video vertelt hij dat er hem iets dwarszit maar dat hij er niet over kan praten.
Johnny vraagt aan Nikki, die al een tijd bij hem logeert en zich er thuis voelt, of ze haar vader al heeft gebeld. Nadat ze zegt dat ze dat niet kan, ziet ze het filmpje waarin Eddie verschijnt. Ze zegt dat het waarschijnlijk Cliff is. Als Johnny vraagt waarom, legt ze uit dat Cliff altijd al een oogje had op Greta, en nu Eddie uit beeld is dat hij zijn kans zag, maar dat Johnny hem voor was.
Ondertussen is Cliff boos op zijn moeder, die vertelt dat Travis komt logeren voor een tijd. Hij vertrouwt de nieuwe vriend van zijn moeder niet, terwijl zij van het tegenovergestelde overtuigd is.
In de volgende scène heeft Nikki ene Stevie aan de telefoon. Ze wil graag haar vader spreken, maar Stevie laat dit haar niet toe. Nadat ze boos ophangt voordat ze haar vader heeft gesproken, komt Johnny binnen. Johnny vraagt of het haar vader was en Nikki zegt dat dat waar is. Ook vertelt ze hem dat haar vader haar de volgende dag komt ophalen.
Vervolgens gaan de twee naar het zwembad voor ontspanning. Hier confronteert Johnny Cliff met Nikki's theorie. Cliff vertelt dat hij nooit interesse heeft gehad in Greta, maar dat hij wel een oogje heeft op Nikki. Johnny verbiedt hem echter om met haar om te gaan. Als Cliff vertrekt, zoent Johnny met Greta, die hij daar tegenkomt. Vervolgens zegt hij dat iemand hem stalkt met berichtjes, waarin diegene zegt dat hij Eddie is. Greta kijkt bezorgd en vertelt hem dat dit niet mogelijk is. Ook Greta is ervan overtuigd dat Cliff de schuldige is.
Cliff is ondertussen naar Nikki gegaan om daar te flirten. Hij zegt haar dat ze altijd bij hem mag logeren. Nadat hij vertrekt, confronteert Greta Cliff met 'zijn' grap die hij uithaalde met Johnny. Wanneer ze hem verbiedt hiermee door te gaan, neemt hij dit niet serieus. Daarom dreigt ze 'de waarheid' te vertellen als hij dit niet doet. Cliff doet er nog steeds luchtig over en zegt: "Denk je dat Johnny je nog steeds wil aanraken wanneer hij ontdekt wie je werkelijk bent?" Greta wordt hierna erg boos en slaat hem.
Nikki belt in de volgende scène een persoon en vraagt ze of diegene haar wil ophalen wanneer ze geacht is te vertrekken. Hiermee wordt het duidelijk dat ze niet naar haar vader zal gaan. Cliff komt hierna naar haar toe en komt erachter dat ze ooit een alcoholist was. Terwijl hij verder met haar praat aan de bar, ziet hij Travis, die de telefoonnummer vraagt aan een jongedame. Cliff is boos om maakt hem zwart bij haar.
Als Johnny problemen heeft met zijn zonnebrandcrème insmeren, vraagt hij Liza om hulp. Liza reageert erg nerveus wanneer ze hem hulp biedt. Hij vraagt ondertussen aan haar wat ze over Eddie weet. Ze zegt hem dat ze niet veel van hem af weet.
Die avond vertrekt Karen ongerust naar een feest, wetend dat Nikki nog bij haar thuis is. Zij is ondertussen met Johnny aan het praten met de stalker op een chatprogramma. Wanneer de stalker zich afmeldt, kijkt Johnny snel bij Cliff, die ondertussen ook op dat moment van zijn laptop vandaan loopt.
Degene die Nikki zou ophalen, Kaylee, doet dit in de avond in plaats van in de ochtend. Ze heeft vrienden meegenomen en is vastberaden een feest te houden in Karens huis. Ondertussen confronteert Johnny Greta, die dezelfde middag nogal kortaf deed. Hij vertelt haar dat ze altijd vreemd begint te doen wanneer Cliff in de buurt komt. Greta zegt dat het zijn zaken niet zijn.
Cliff ontdekt dat er een feest gaande is in Karens huis en ziet een dronken Nikki. Omdat het feest zich begint uit te breiden, besluit ook Liza ernaartoe te gaan. Ondertussen kijkt een emotionele Greta opnieuw naar het filmpje dat ze heeft gemaakt van Eddie. Hij vraagt in het filmpje of ze zijn geheim aan kan. Ze zegt dat het haar zal lukken, waarna Eddie vertelt dat hij van haar houdt. Het is duidelijk dat dit niet het echte geheim is.
Johnny komt inmiddels thuis en is erg bezorgd om het feest. Wanneer hij een dronken Nikki een intiem moment ziet beleven met Cliff, is hij alleen nog maar meer boos. Nadat hij Nikki omhoog helpt, wordt hij erg boos op Cliff en slaat hij hem. Cliff wordt hierna erg agressief en valt hem aan. Net op dat moment komen Karen en Bob thuis. Terwijl Karen gechoqueerd om zich heen kijkt, probeert Bob Johnny en Cliff te stoppen.
Nadat de feestgangers zijn vertrokken, wordt Karen erg boos op Johnny. Ze is teleurgesteld omdat hij haar heeft verteld dat ze hem kon vertrouwen en is kwaad op Nikki, die het feest begonnen is. Ze vertrekt, waarna Bob vertelt dat hij niet lang kan doen alsof er niets aan de hand is terwijl Johnny zijn moeder keer op keer kwetst. Nikki overhoort het gesprek en vertrekt verdrietig.
Als Cliff in zijn kamer is, verschijnt Travis vanuit het duister. Hij zegt dat hij Cliff wil slaan. Als zijn moeder binnenkomt, maakt Travis Cliff zwart op een indirecte manier. Terwijl Travis vertrekt, wordt Tess boos op Cliff. Cliff vraagt wat ze ziet in Travis. Hij vertelt dat Travis een leugenaar is en vreemdgaat. Tess vertelt dat alle mannen in haar leven zo zijn, inclusief Cliffs vader.
Terwijl Karen gekwetst bij het zwembad zit, ziet Johnny een briefje op zijn kamer waarin Nikki haar verontschuldigingen aanbiedt. Als hij achter zijn laptop gaat zitten, krijgt hij een bericht van zijn stalker. Hij haast zich naar zijn raam om te kijken of Cliff er is. Hij is verbaasd als hij ziet dat Cliff slaapt op zijn bed. Als hij vraagt wie de stalker is, zegt hij opnieuw dat hij Eddie is. Johnny gaat er dieper op in door te vragen waarom hij zelfmoord pleegde. De stalker antwoordt dat hij dit niet heeft gedaan en dat hij vermoord werd. De stalker blijkt vervolgens Liza te zijn.

## Rolverdeling
| Personage      | Acteur             | Beschrijving | Seizoen(en) |
| -------------- | ------------------ | --- | ----------- |
| Johnny Miller  | Taylor Handley     | Johnny was ooit een slimme student met goede cijfers. Nadat zijn vader zelfmoord pleegde in zijn bijzijn, liep Johnny een trauma op. Tegenwoordig is hij veranderd in een wilde tiener die doet waar hij zin in heeft. Hoewel dit nooit is uitgezonden, zou Johnny ooit een verslaving aan alcohol of drugs hebben gehad en gaat daarom nu wekelijks naar de AA. | 1+          |
| Cliff Wiatt    | Michael Cassidy    | Cliff is de populaire tiener van Palm Springs. Hij was de beste vriend van Eddie en weet, samen met Greta, meer over zijn mysterieuze dood. Hoewel hij in het bijzijn van andere mensen altijd aardig overkomt, heeft Cliff een agressief karakter die hij uit als niemand er bij is.                                                                            | 1+          |
| Greta Matthews | Amber Heard        | Greta is het aantrekkelijkste meisje van Palm Springs. Ze doet waar ze zin in heeft en is, net als Johnny, op haar eigen manier wild. Echter, diep van binnen is ze gebroken van de dood van Eddie en voelt zich daarom eenzaam. Ze is bewust van haar effectiviteit die haar uiterlijk heeft op jongens.                                                        | 1+          |
| Liza Witter    | Ellary Porterfield | Liza is een wetenschapper in spe die in haar vrije tijd chemische proeven doet in haar garage. Ze is terughoudend en ook niet altijd even sociaal. Omdat ze nogal verlegen is, durft ze niet goed voor haar gevoelens uit te komen. Dit blijkt ook wanneer ze verliefd wordt op Johnny.                                                                          | 1+          |
| Nikki Barnes   | Tessa Thompson     | Nikki was ooit een wilde feestganger die een ernstige verslaving aan alcohol had. Ze wil alleen maar lol maken en valt nog regelmatig terug, ondanks het feit dat ze probeert af te kicken. | 1+          |
| Karen Hardy    | Gail O'Grady       | Karen is de moeder van Johnny. Nadat ze naar Palm Springs verhuist, weet ze zich niet goed aan te passen aan de nauwe vergelijking die de vrouwen daar hebben met de Stepford Wives. Ze had een slechte relatie met Johnny's vader en ging veel vreemd. Vlak na zijn dood trouwde Karen met Bob.                                                                 | 1+          |
| Bob Hardy      | D.W. Moffett       | Bob is de stiefvader van Johnny en de nieuwe man van Karen. Hij trouwde vlak na de dood van Johnny's vader met Karen. Het is duidelijk dat de verwerking van zijn dood nog niet bij iedereen verwerkt is, waardoor Bob vaak overbodig lijkt. | 1+          |
| Tess Wiatt     | Sharon Lawrence    | Tess is de moeder van Cliff en staat er bekend om een roddeltante te zijn. Ze streeft naar perfectie en heeft ook al veel plastisch chirurgie gehad. Ze regelt vooral feesten in Palm Springs en is het hoofd van het comité. | 1+          |
| Helen Witter   | Cheryl White       | Helen is de moeder van Liza. | 1+          |
| Jesse Jo       | Leslie Jordan      | Jesse Jo is de aangenomen naam van een travestiet met een kleinere lengte. Jesse is altijd vriendelijk maar voelt zich niet overal welkom, vanwege zijn voorkeuren. Hij is de enige die Johnny aanspreekt bij zijn AA-bijeenkomsten. | 1+          |

## Ontvangst
De film had weinig kijkers tijdens de première op 30 mei 2007 met "slechts" 1.86 miljoen kijkers. Net zoals bij de andere televisieseries van Williamson, zoals Dawson's Creek, kreeg de pilot slechte kritieken. Ondanks het feit dat sommige critici de televisieseries aanprezen, kreeg Hidden Palms vooral negatief commentaar. Sommige critici, zoals de Pittsburgh Post-Gazette, vindt de serie aan de andere kant niet slecht, maar ook niet goed.